# Wilsberg: Ungebetene Gäste

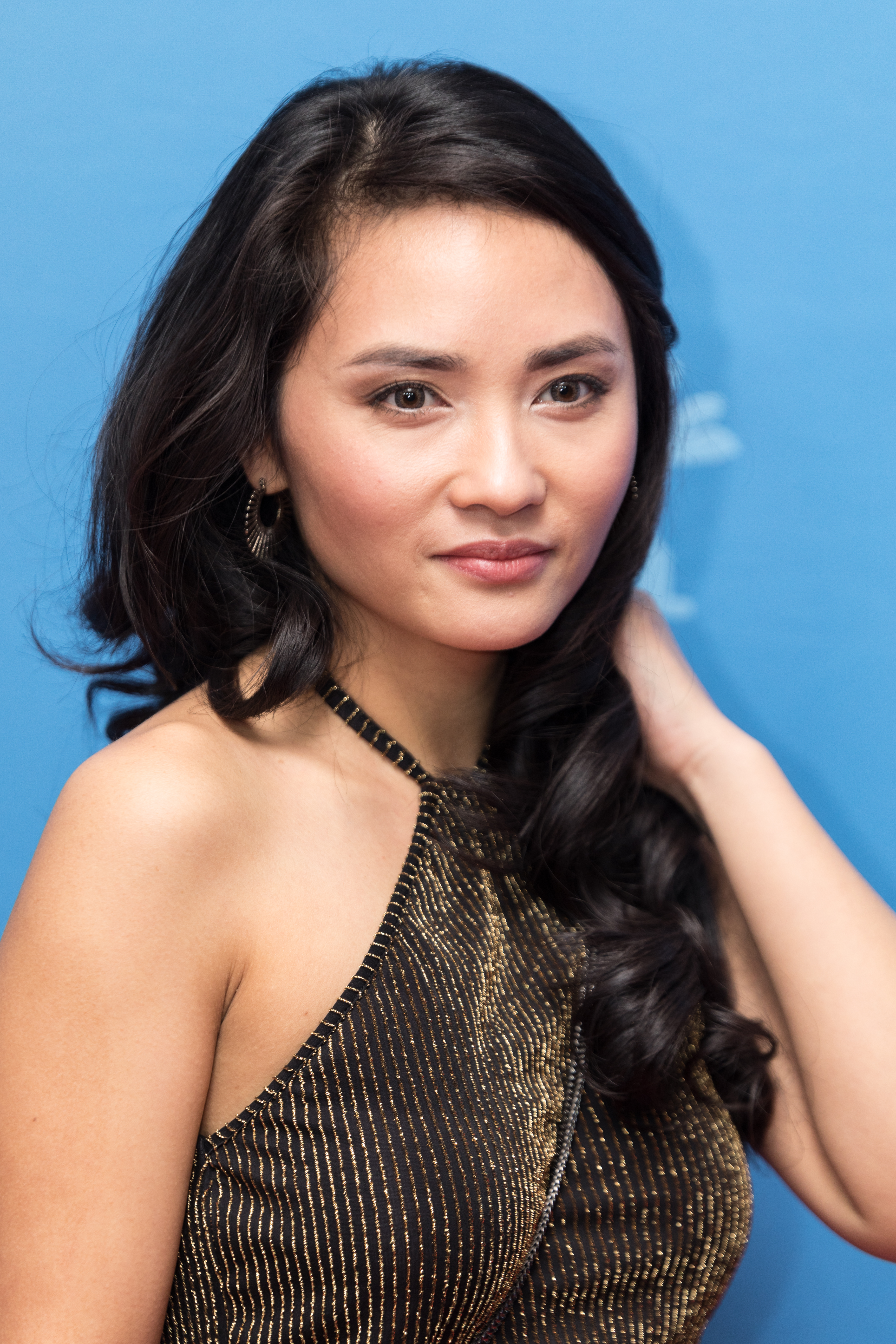
Mai Duong Kieu spielt die Bielefelder Kommissarin Thuong Nhi, die zum dritten Mal in der Fernsehreihe auftritt (Foto von 2018).

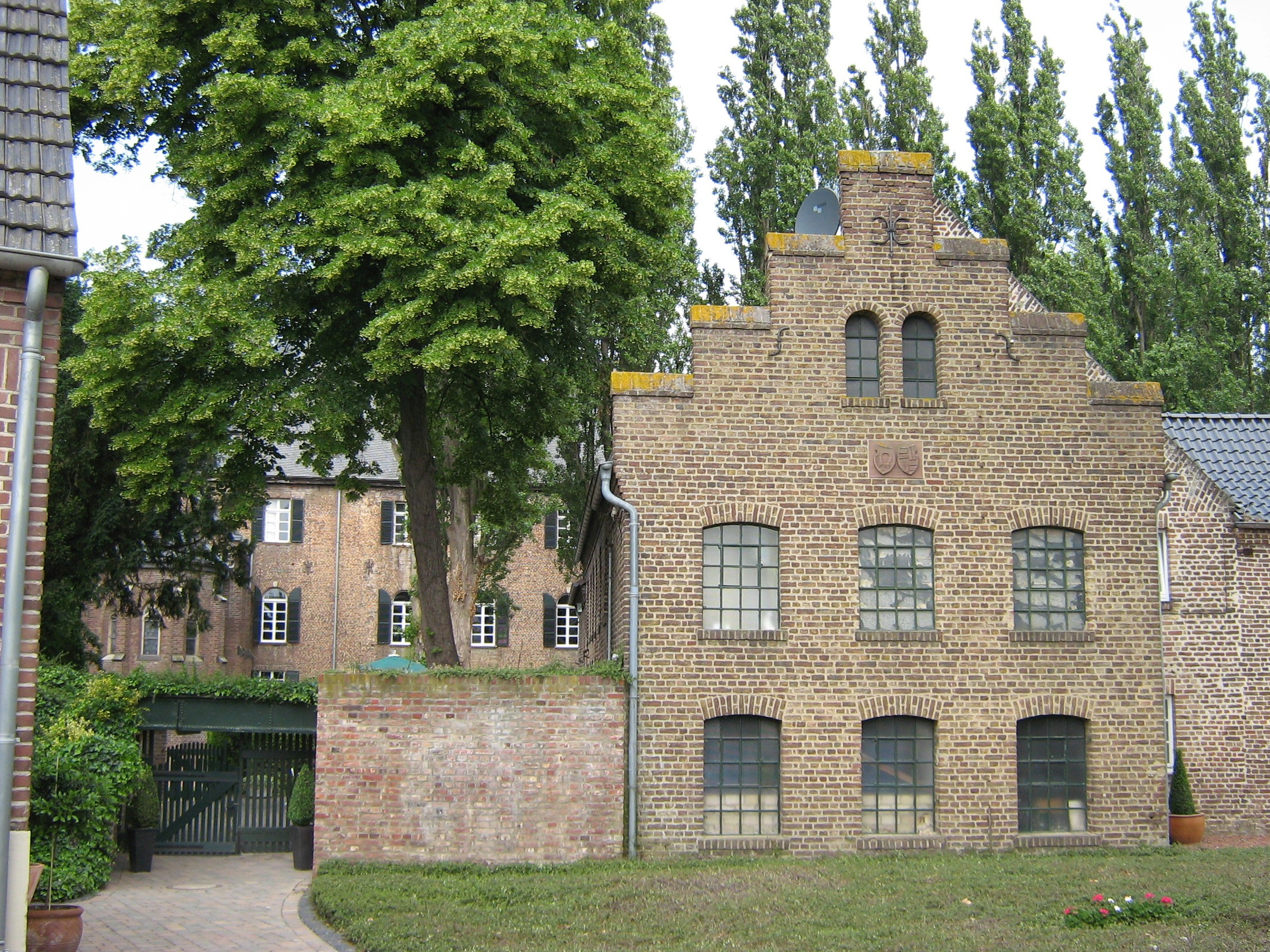
Hauptdrehort der Folge war das Wasserschloss Burg Bergerhausen.

Ungebetene Gäste ist die 75. Folge der Fernsehfilmreihe Wilsberg. Die Folge war ab dem 9. April 2022 in der ZDFmediathek verfügbar und wurde erstmals am 16. April 2022 im Samstagabendprogramm des ZDF ausgestrahlt.

## Handlung
Tessa Tilker hat Wilsberg und Ekki zu einem entspannten Sterneessen in ein Wasserschloss eingeladen, das sie eigentlich nur für sich allein haben sollten. Doch als Tessa in einem eintreffenden Gast den gerade aus der Haft entlassenen Sven Degen erkennt, ändert sich die Stimmung schlagartig. Degen hat nach seiner Verurteilung vor Jahren geschworen, Tessa umzubringen, die damals die ermittelnde Staatsanwältin war. Tessa muss sich sofort verstecken, während Wilsberg und Ekki versuchen, Degen und seiner Begleitung Emily vorzugaukeln, sie wären Portier und Geschäftsführer des Wasserschlosses. Dann taucht Kommissar Drechshage aus Bielefeld auf, der eigentlich Tessa warnen wollte. Er wird von Wilsberg umgehend zum Pagen erklärt. Kurze Zeit später kommt auch Drechshages Kollegin Thuong Nhi als Begleitung des Ganoven Marius Stoll, der mit Degen einen lukrativen Drogendeal geplant hat.
Tessa versucht auf eigene Faust herauszufinden, was die beiden vorhaben, wird dabei aber von Degen ertappt und in einem abgelegenen Raum an einen Stuhl gefesselt. Da der erwartete Sternekoch wegen einer Terminkollision abgesagt hat, kommt es Wilsberg und Ekki ganz gelegen, dass Kommissar Overbeck ebenfalls das Wasserschloss aufsucht, um „versehentlich gelöschte“ Fotos eines früheren Falles erneut aufzunehmen. Er wird zum Koch ernannt. Um nicht aufzufliegen, bestellt er das Essen bei einem Lieferservice. Während des Essens nutzen Ekki und Drechshage die Gelegenheit, sich umzuschauen, und finden in Stolls Gepäck vier Millionen Euro. Von Thuong Nhi, die unter dem Namen Lisa Schulze verdeckt ermittelt, erfahren sie, dass das Geld von Degens Raubüberfällen stamme, womit sich die beiden jetzt in ein Drogenkartell einkaufen wollen.
Tessa konnte sich befreien, trifft aber gleich wieder auf Emily. Doch statt sie zu verraten, bietet sie Tessa an, gegen Degen und Stoll auszusagen, weil sie nicht in die Sache hineingezogen werden möchte und die Beziehung mit Degen sowieso keine gute Idee gewesen sei. Doch Emily spielt ein falsches Spiel – sie wollte mit Stoll Degen aufs Kreuz legen, um mit all dem Geld davonzukommen, während Degen eigentlich die Absicht hatte, sich an Stoll zu rächen, der ihn seinerzeit verraten hatte. Die Animositäten der Ganoven untereinander führen zu einem Verwirrspiel von Allianzen und Geiselnahmen. Schließlich wird Stoll von Thuong Nhi mit einer Kung-Fu-Einlage überwältigt, und den anderen gelingt es, Emily zur Aufgabe zu überreden. Während die von Overbeck angerufene Kommissarin Springer Emily und Stoll festnimmt, versucht Degen, sich mit dem von ihm zuvor versteckten Geld aus dem Staub zu machen, doch Wilsberg wartet schon am Hinterausgang auf ihn. Degen versucht vergeblich, ihn zu kaufen, und wird ebenfalls festgenommen.
Während der Handlung stellt sich heraus, dass Drechshage aus dem Polizeidienst entlassen wurde und sich nun privat in Münster niederlassen will, während auf Thuong Nhi eine Beförderung wartet.

## Produktion
Die Dreharbeiten fanden in der Zeit vom 6. Oktober 2020 bis zum 10. Dezember 2020 in Nordrhein-Westfalen statt. Aufgrund der COVID-19-Pandemie wurde nicht in Münster und Köln gedreht, sondern alle Dreharbeiten wurden im Wasserschloss Burg Bergerhausen in Blatzheim, einem Stadtteil von Kerpen im Rhein-Erft-Kreis, durchgeführt. Hier wurde parallel auch die 73. Wilsberg-Folge Einer von uns gedreht. Die Fotos, die Overbeck in dieser Folge machen möchte und die ihn erst in das Wasserschloss führen, beziehen sich auf den Fall der vorausgegangenen Wilsberg-Folge Einer von uns.
Als Degen Wilsberg fragt, wie er heißt, nennt dieser ohne zu zögern den Namen Solder. Solder ist der echte Name des Antiquariats an der Münsteraner Frauenstraße, das normalerweise für die Wilsberg-Dreharbeiten genutzt wird. Als wenig später Drechshage auftaucht, stellt Wilsberg ihn als Hotelpage Jürgen vor – eine Anspielung auf Wilsberg-Erfinder Jürgen Kehrer.
Der Running Gag Bielefeld erscheint mehrmals als Tilkers frühere Wirkungsstätte, zum Beispiel auf einem Aktendeckel in ihrem Auto. Mit Drechshage und seiner Kollegin Thuong Nhi sind außerdem zwei Polizisten aus Bielefeld Teil der Handlung.

## Soundtrack
Für den Soundtrack wurden unter anderem folgende Songs verwendet:
- The Laurie Johnson Orchestra (Theme From The Avengers) aus dem Jahr 1965 bzw. 1976
- T. Rex (Bang A Gong (Get It On)) aus dem Jahr 1971

## Rezeption

### Kritik
Tilmann P. Gangloff gibt dem Film bei tittelbach.tv insgesamt 4,5 von 6 möglichen Sternen. Für den Kritiker sei die Folge ein schönes Beispiel, wie man aus der Not der pandemiebedingt  eingeschränkten Dreharbeitsmöglichkeiten eine Tugend gemacht habe, indem man sich für eine kammerspielartige Inszenierung entschied. Durch ständige Wendungen besteche die Geschichte, immer wenn in den Gängen des Wasserschlosses jemand um die Ecke biegt, wende sich – teilweise mehrfach – das Blatt. Aufgrund dessen, dass alle Akteure vorgeben, jemand anderes zu sein, funktioniere dies vortrefflich. Die Dialoge in der Folge seien das reinste Vergnügen, die meisten Pointen würden auf Kosten der Polizisten Overbeck und Drechshage gehen. Man spüre dem Ensemble die Freude am Kammerspiel an, die gelungenen Slapstick-Einlagen sorgten für Kurzweil. Trotz der Männerhoheit in dieser Wilsberg-Folge würden die Frauen umso aufregender sein, unter anderem erfreue Mai Doung Kieu durch eine Emma-Peel-Einlage zur Titelmusik von Mit Schirm, Charme und Melone.
Oliver Armknecht gibt dem Film in seiner Kritik auf film-rezensionen.de insgesamt 6 von 10 Punkten. Auch wenn es in diesem Krimi praktisch nichts zu rätseln gebe, mache es durchaus Spaß dabei zuzusehen, wie sich die Personen gegenseitig belagerten und trotz des beengten Raums viel Dynamik entstehe – auch wenn es inhaltlich Abstriche gebe. Der Kritiker bezeichnet Ungebetene Gäste als einen der unterhaltsameren Teile der Fernsehreihe. Bei den Ermittelnden prallten Egos aufeinander (allen voran Overbeck), aber auch auf der Gegenseite laufe nicht alles harmonisch ab. Dass das Schloss pandemiebedingt sonst menschenleer sei, trage zur Atmosphäre des Films bei, der in einem Mehrfronten-Showdown ende.

### Einschaltquoten
Bei der Erstausstrahlung von Ungebetene Gäste am 16. April 2022 verfolgten in Deutschland insgesamt 5,36 Millionen Zuschauer die Filmhandlung, was einem Marktanteil von 21,8 Prozent für das ZDF entsprach. In der als Hauptzielgruppe für Fernsehwerbung deklarierten Altersgruppe von 14–49 Jahren erreichte Ungebetene Gäste 0,59 Millionen Zuschauer und damit einen Marktanteil von 11,8 Prozent in dieser Altersgruppe.